# Nazionale olimpica di calcio della Grecia
La nazionale olimpica greca di calcio è la rappresentativa calcistica della Grecia che rappresenta l'omonimo stato ai giochi olimpici.

## Statistiche dettagliate sui tornei internazionali

### Giochi olimpici
| Anno | Luogo             | Piazzamento             | V | N | P | Gol |
| ---- | ----------------- | ----------------------- | - | - | - | --- |
| 1952 | Helsinki          | Turno di qualificazione | 0 | 0 | 1 | 1:2 |
| 1956 | Melbourne         | Non partecipante        | - | - | - | -   |
| 1960 | Roma              | Non qualificata         | - | - | - | -   |
| 1964 | Tokyo             | Squalificata            | - | - | - | -   |
| 1968 | Città del Messico | Non qualificata         | - | - | - | -   |
| 1972 | Monaco di Baviera | Non qualificata         | - | - | - | -   |
| 1976 | Montréal          | Non qualificata         | - | - | - | -   |
| 1980 | Mosca             | Non qualificata         | - | - | - | -   |
| 1984 | Los Angeles       | Non qualificata         | - | - | - | -   |
| 1988 | Seul              | Non qualificata         | - | - | - | -   |
| 1992 | Barcellona        | Non qualificata         | - | - | - | -   |
| 1996 | Atlanta           | Non qualificata         | - | - | - | -   |
| 2000 | Sydney            | Non qualificata         | - | - | - | -   |
| 2004 | Atene             | Primo turno             | 0 | 1 | 2 | 4:7 |
| 2008 | Pechino           | Non qualificata         | - | - | - | -   |
| 2012 | Londra            | Non qualificata         | - | - | - | -   |
| 2016 | Rio de Janeiro    | Non qualificata         | - | - | - | -   |
| 2020 | Tokyo             | Non qualificata         | - | - | - | -   |
| 2024 | Parigi            | Non qualificata         | - | - | - | -   |

## Tutte le rose

### Giochi olimpici
Calcio ai Giochi Olimpici Estivi 19521 Pentzaropoulos, 2 Mouratis, 3 Rosidis, 4 Kotridis, 5 Linoxilakis, 6 Ioannou, 7 Drosos, 8 Bebis, 9 Papageorgiou, 10 Darivas, 11 Emmanouilidis, 12 Delavinias, 13 Arvanitis, 14 Poulis, 15 Petropoulos, 16 Patakas, CT: Migiakis
Calcio ai Giochi Olimpici Estivi 20041 Amparīs, 2 Galanopoulos, 3 Lagos, 4 Moras, 5 Vallas, 6 Stoltidīs, 7 Agritīs, 8 Nempegleras, 9 Salpiggidīs, 10 Mītrou, 11 Papadopoulos, 12 Karypidīs, 13 Goundoulakīs, 14 Fōtakīs, 15 Sapanīs, 16 Vyntra, 17 Taralidīs, 18 Giannou, 21 Manousakīs, CT: Apostolakīs
NOTA: Per le informazioni sulle rose precedenti al 1952 visionare la pagina della Nazionale maggiore.